# Canton du Fousseret
Pour les articles homonymes, voir Fousseret.
Le canton du Fousseret est une ancienne division administrative française, située dans le département de la Haute-Garonne et la région Midi-Pyrénées et faisant partie de la huitième circonscription de la Haute-Garonne.

## Composition
Le canton de Fousseret regroupait 15 communes et comptait 6 140 habitants (population municipale) au 1er janvier 2010.
| Nom                   | Code Insee | Intercommunalité   | Superficie (km2) | Population (dernière pop. légale) | Densité (hab./km2) |
| --------------------- | ---------- | ------------------ | ---------------- | --------------------------------- | ------------------ |
| Castelnau-Picampeau   | 31119      | CC Cœur de Garonne | 11,30            | 219 (2014)                        | 19                 |
| Casties-Labrande      | 31122      | CC Cœur de Garonne | 8,70             | 121 (2014)                        | 14                 |
| Le Fousseret          | 31193      | CC Cœur de Garonne | 38,31            | 1 876 (2014)                      | 49                 |
| Fustignac             | 31204      | CC Cœur de Garonne | 3,96             | 79 (2014)                         | 20                 |
| Gratens               | 31229      | CC Cœur de Garonne | 15,15            | 667 (2014)                        | 44                 |
| Lafitte-Vigordane     | 31261      | CC du Volvestre    | 11,38            | 1 109 (2014)                      | 97                 |
| Lussan-Adeilhac       | 31309      | CC Cœur de Garonne | 12,62            | 227 (2014)                        | 18                 |
| Marignac-Lasclares    | 31317      | CC Cœur de Garonne | 10,01            | 456 (2014)                        | 46                 |
| Montégut-Bourjac      | 31370      | CC Cœur de Garonne | 5,52             | 134 (2014)                        | 24                 |
| Montoussin            | 31387      | CC Cœur de Garonne | 4,83             | 130 (2014)                        | 27                 |
| Polastron             | 31428      | CC Cœur de Garonne | 4,78             | 58 (2014)                         | 12                 |
| Pouy-de-Touges        | 31436      | CC Cœur de Garonne | 13,79            | 389 (2014)                        | 28                 |
| Saint-Araille         | 31469      | CC Cœur de Garonne | 6,54             | 146 (2014)                        | 22                 |
| Saint-Élix-le-Château | 31476      | CC Cœur de Garonne | 10,52            | 818 (2014)                        | 78                 |
| Sénarens              | 31543      | CC Cœur de Garonne | 6,93             | 114 (2014)                        | 16                 |

## Démographie
| 1962  | 1968  | 1975  | 1982  | 1990  | 1999  | 2006  | 2011  | 2012  |
| ----- | ----- | ----- | ----- | ----- | ----- | ----- | ----- | ----- |
| 4 746 | 4 505 | 4 327 | 4 213 | 4 370 | 4 591 | 5 576 | 6 216 | 6 319 |

## Administration

### Conseillers généraux de 1833 à 2015
| Période | Période          | Identité                                          | Étiquette              | Qualité |
| ------- | ---------------- | ------------------------------------------------- | ---------------------- | --- |
| 1833    | 1848             | Comte Charles de Rémusat                          | Majorité ministérielle | Avocat, député (1830-1851 et 1873-1875) |
| 1848    | 1858             | Martial Lamouroux                                 |                        | Propriétaire, maire du Fousseret |
| 1858    | 1858 (décès)     | Jean Louis Victor Naves                           |                        | Propriétaire, ancien notaire et juge de paix maire du Fousseret                                                                            |
| 1858    | 1883             | Joseph Bernard Julien Naves (cousin du précédent) | Droite monarchiste     | Notaire, maire du Fousseret |
| 1883    | 1883 (démission) | Pierre de Rémusat                                 | Républicain            | Propriétaire à Lafitte-Vigordane Député (1871-1879) - Sénateur (1879-1897)                                                                 |
| 1883    | 1889             | Blaise Dario                                      | Républicain            | Notaire, maire de Pouy-de-Touges, conseiller d'arrondissement                                                                              |
| 1889    | 1907             | Pierre de Rémusat (fils de P. de Rémusat)         | Républicain            | Député (1892-1898) |
| 1907    | 1940             | Joseph Esquirol                                   | RG                     | Notaire Maire du Fousseret nommé conseiller départemental en 1943 Président du Conseil départemental (1943-1945)                           |
|         |                  |                                                   |                        | |
| 1945    | 1951             | François Tapie                                    | Soc.ind.               | Agriculteur Maire du Fousseret |
| 1951    | 1982             | Louis Brunet                                      | SFIO puis DVG          | Cultivateur Maire de Gratens |
| 1982    | 1988             | Jacques Roca                                      | UDF                    | Médecin |
| 1988    | 2014 (décès)     | Francis Sancerry                                  | PS                     | Directeur de C.A.T. Maire de Saint-Araille (1971-2014) Vice-Président du Conseil Général Suppléant du député Jean-Louis Idiart (2002-2012) |
| 2014    | 2015             | Danièle Sentenac                                  | PS                     | Retraitée Ancienne conseillère municipale du Fousseret                                                                                     |

### Conseillers d'arrondissement (de 1833 à 1940)
| Période                                  | Période | Identité                            | Étiquette          | Qualité |
| ---------------------------------------- | ------- | ----------------------------------- | ------------------ | --- |
| 1833                                     | 1842    | M. Espaignac                        |                    | Maire du Fousseret                                                                                          |
| 1842                                     | 1848    | M. Rey                              |                    | Médecin au Fousseret                                                                                        |
|                                          |         |                                     |                    | |
| 1874                                     | 1883    | Blaise Dario                        | Républicain        | Notaire, maire de Pouy-de-Touges                                                                            |
| 1883                                     | 1898    | M. Ruffat                           | Républicain        | Propriétaire à Saint-Élix-le-Château                                                                        |
| 1898                                     | 1904    | Jean-Bertrand Rochefort (1843-1910) | Radical            | Adjoint au maire du Fousseret                                                                               |
| 1904                                     | 1910    | M. Dario                            | Radical            | Propriétaire à Pouy-de-Touges                                                                               |
| 1910                                     | 1919    | Jean Agède                          |                    | Maire de Pouy-de-Touges                                                                                     |
| 1919                                     | 1922    | M. Lafforgue                        | Radical            | Médecin au Fousseret                                                                                        |
| 1922                                     | 1928    | Pierre-Louis Bazin                  | Union républicaine | Médecin, maire du Fousseret                                                                                 |
| 1928                                     |         | M. Lafforgue                        | Radical            | Médecin au Fousseret                                                                                        |
|                                          | 1940    | Jules Agède                         | SFIO               | Propriétaire agriculteur au Fousseret                                                                       |
| 1940                                     |         |                                     |                    | Les conseils d'arrondissement ont été suspendus par la loi du 12 octobre 1940 et n'ont jamais été réactivés |
| Les données manquantes sont à compléter. |         |                                     |                    | |